# Butterfly-stilen

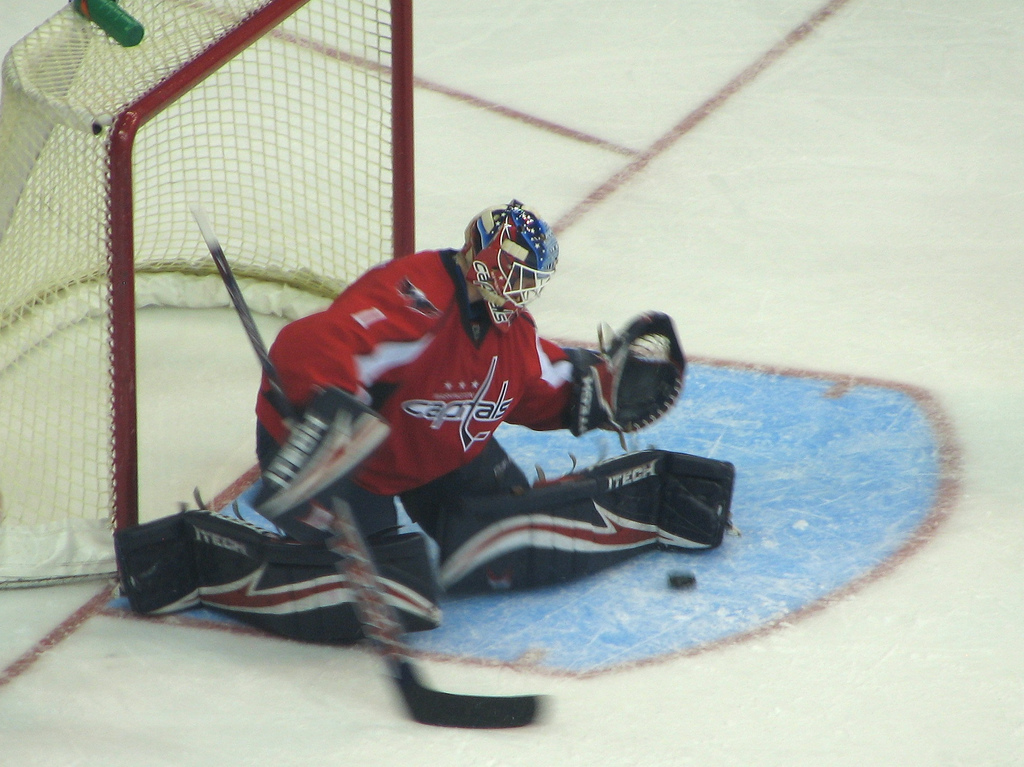
Målvakten Brad Johnson i butterflystilen.

Butterflystilen är en spelstil som ishockeymålvakter använder sig av. Målvakten står då med benen brett isär och med knäna ihop, för att därmed lättare och snabbare kunna ta sig ner på knä och täcka isen och målet samtidigt. Butterfly är engelska och betyder ’fjäril’ och stilen har fått sin benämning av att målvakten, för att täcka målet, sätter sig och vinklar ut benen på sidan om sig; då vinklas benen ut som en fjäril.
Exempelvis Kristoffer Bergström på Aftonbladet anser dock att det mer är fråga om en teknik än en stil,,och stilen har åtskilliga belackare. Bland dessa finns exempelvis  Martin Brodeur som räknas som en av NHL:s bästa målvakter.

## Historia
Den som anses ha introducerat stilen är antingen Glenn Hall från Saskatchewan i Kanada eller Jacques Plante från Québec i Kanada. Under åren har butterflystilen utvecklats och skiljer sig från hur den utövades då den uppstod. Idag är stilen ännu mer extrem. Ett belysande exempel på detta är hur målvakten Henrik Lundqvist använder sig av den.
De flesta kroppsskydd är nu för tiden utformade för att kunna passa butterflystilen. De är till exempel lättare, för att målvakten blixtsnabbt skall kunna växla mellan olika benställningar. Skydden är dessutom plattare, vilket gör att målvakten har bättre kontroll då han måste ta emot så kallade returer. Målvakter har också starkare knä- och benskydd än utespelare, för att skydden bättre skall kunna ta emot de påfrestningar som ben och i synnerhet knän utsätts för då de ofta slår i isen och då de ofta måste ta emot mycket hårda skott. 
Då benskydd och övriga skydd för ishockeyspelare först utvecklades var de både tunga och tjocka. Förr fanns inte den kunskap om materialteknik som ligger till grund för hur dagens utrustning är utformad. Exempelvis stod vadderingen på insidan av benskydden inte alls upp till de krav som ställs idag. Dagens målvakt kan förflytta sig på ett ergonomiskt, effektivt och säkert sätt utan att i nämnvärd grad hindras av den säkerhetsutrustning han bär. Med äldre tiders skydd var det både svårt och ineffektivt för målvakten att åter resa sig, om han hade satt sig ner.

## För- och nackdelar

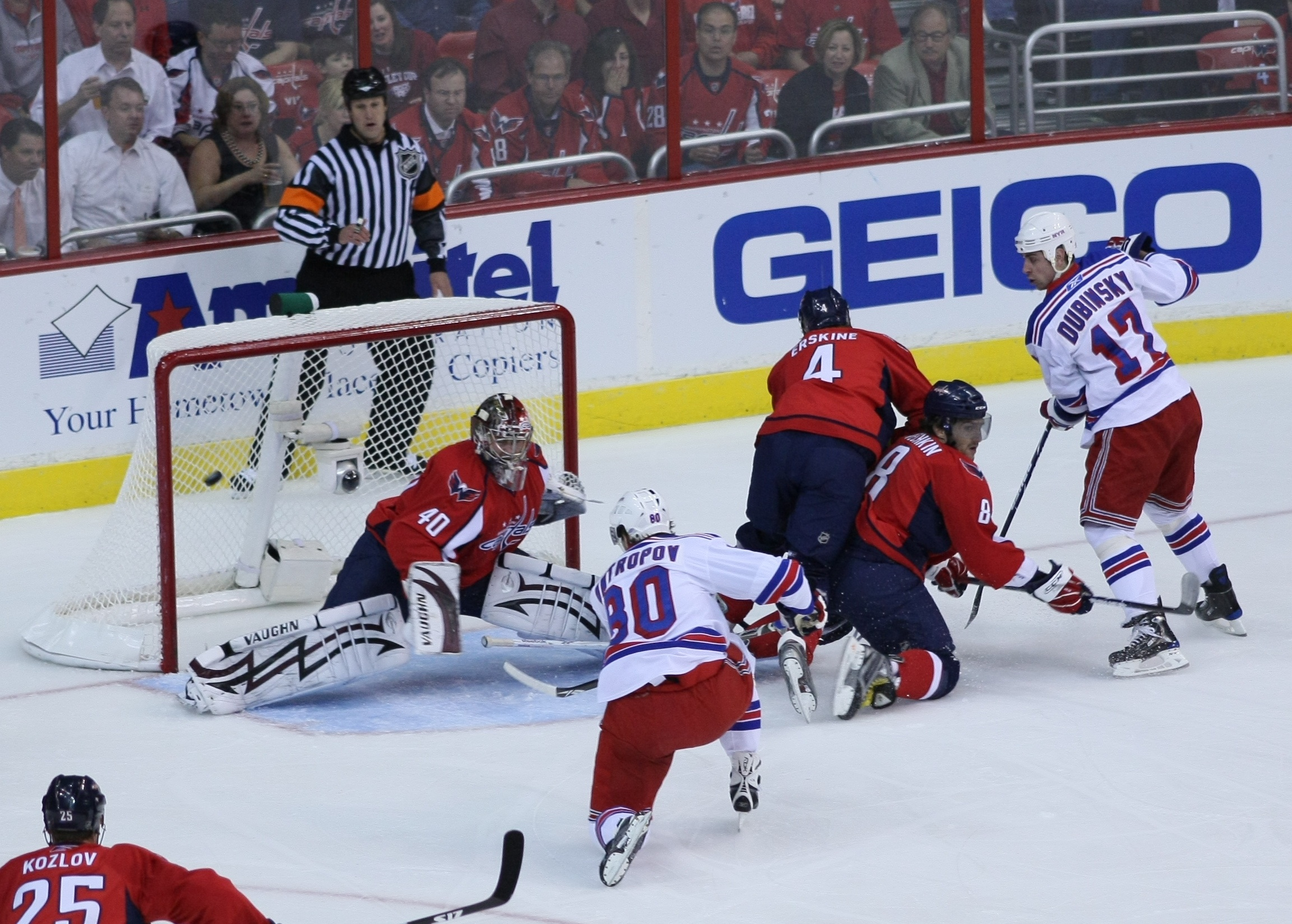
Genom att skjuta högt när målvakten täcker längs isen ger större chans för ett mål

Butterflystilen är effektiv för målvakten då skott kommer från skymda lägen, det vill säga då målvakten inte ser varifrån skotten kommer utan måste täcka målet så optimalt som möjligt. Det är relativt enkelt för målvakten att både täcka isen och samtidigt rädda höga puckar med handskarna. Stilen är också effektiv när målvakten vill blockera pucken; målvakten är ju redan nere vid isen i sådana lägen och behöver bara lägga sina händer över den. Nackdelarna med denna stil är att det är svårt för målvakten att till fullo följa spelet. Eftersom han inte står upp, har han en sämre överblick. Motståndarlagets skyttar siktar i dessa lägen gärna högt, för att målvakten skall ha svårt att ta emot pucken med sin handske, vilken naturligtvis täcker målet betydligt sämre än vad de mycket större ben- och knäskydden gör. En annan sak är att räddningar med skydden oftast ger returer rakt ut, vilket innebär risk för att någon ut motståndarlaget åter får chans att skjuta mot målet.
Nackdelarna med butterflystilen har diskuterats och i de flesta fall lösts på så vis att målvakten har lärt sig att kombinera denna med den gamla tekniken. Dagens skydd dämpar skott på ett ypperligt sätt, samtidigt som de är utformade så att returer i möjligaste mån undviks. Butterflystilen är emellertid fortfarande inte tillförlitlig då motståndarlagets skyttar siktar högt mot målet. Det man i sådana lägen som målvakt kan göra, är att gå ut en bit utanför målgården och försöka täcka så stor del av målet som möjligt. Detta för att öka chansen att målvakten skall kunna hindra pucken med sin egen kropp. Nackdelen med detta är emellertid att målet därmed står helt öppet och oskyddat bakom målvakten. Ron Hextall och Jaques Plante var två av föregångarna vid denna typ av agerande av målvakten.

## Användning
En metod som en målvakt kan använda sig av, om han har satt sig ner och räddat en puck som tagit på benskydden så att returen studsat ut på sidan, är att sätta upp det benet som är längst ifrån pucken och skjuta ifrån med den skridskon så att han sedan glider på benskydden i rätt position för att kunna rädda en eventuell retur. Denna målvaktsstil må vara mycket effektiv, men få målvakter klarar av den, eftersom lår-, ben-, mag- och ryggmuskler måste vara mycket starka och vältränade dels för att orka bära upp målvakten, dels för att inte skadas. Eftersom målvakten har svårare att röra sig i sidled inne i målet när han står bredbent, krävs mycket träning innan han till fullo både kan behärska stilen och dra nytta av den.

## Butterflystilen och damishockey
De mest framgångsrika målvakterna i de lägre divisionerna för damer samt i flickserier är ofta butterflymålvakter. Inom damishockey på lägre nivå (under Division 1) är spelarna generellt sett dåliga skyttar. Deras bristande teknik innebär att de sällan skjuter över målvaktens axlar utan istället ofta "drar målvakten", dvs. går in mycket nära för att skjuta ett isskott över eller vid sidan av hennes benskydd. En målvakt som behärskar butterflystilen väl blir då mycket svår att göra mål på. 